# Kristin Otto
Kristin Otto (* 7. Februar 1966 in Leipzig) ist eine ehemalige deutsche Schwimmerin und aktuelle Sportjournalistin. Gemessen an der Zahl ihrer insgesamt 22 für die DDR gewonnenen Titel bei Olympischen Spielen, Welt- und Europameisterschaften ist sie die bisher erfolgreichste deutsche Schwimmsportlerin. Nach Ende ihrer sportlichen Karriere und Abschluss eines entsprechenden Studiums ist sie seit dem Jahr 1989 journalistisch, aktuell für das Zweite Deutsche Fernsehen tätig.

## Werdegang

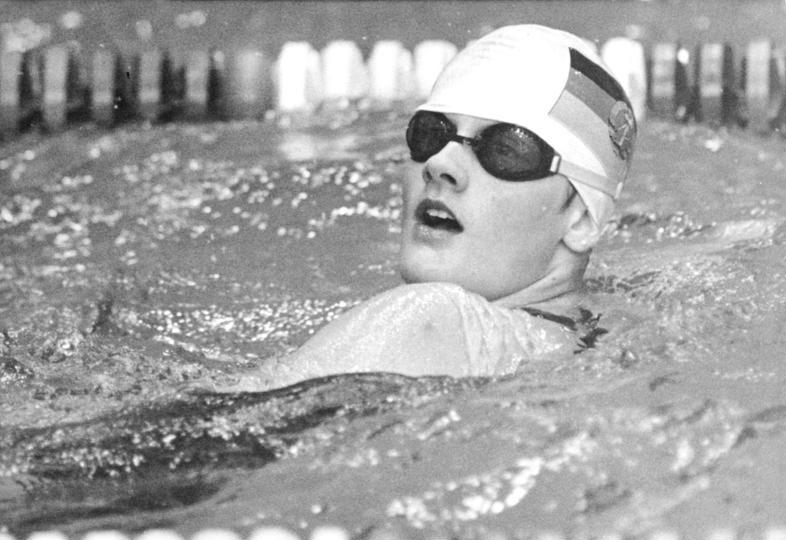
Kristin Otto (1984)

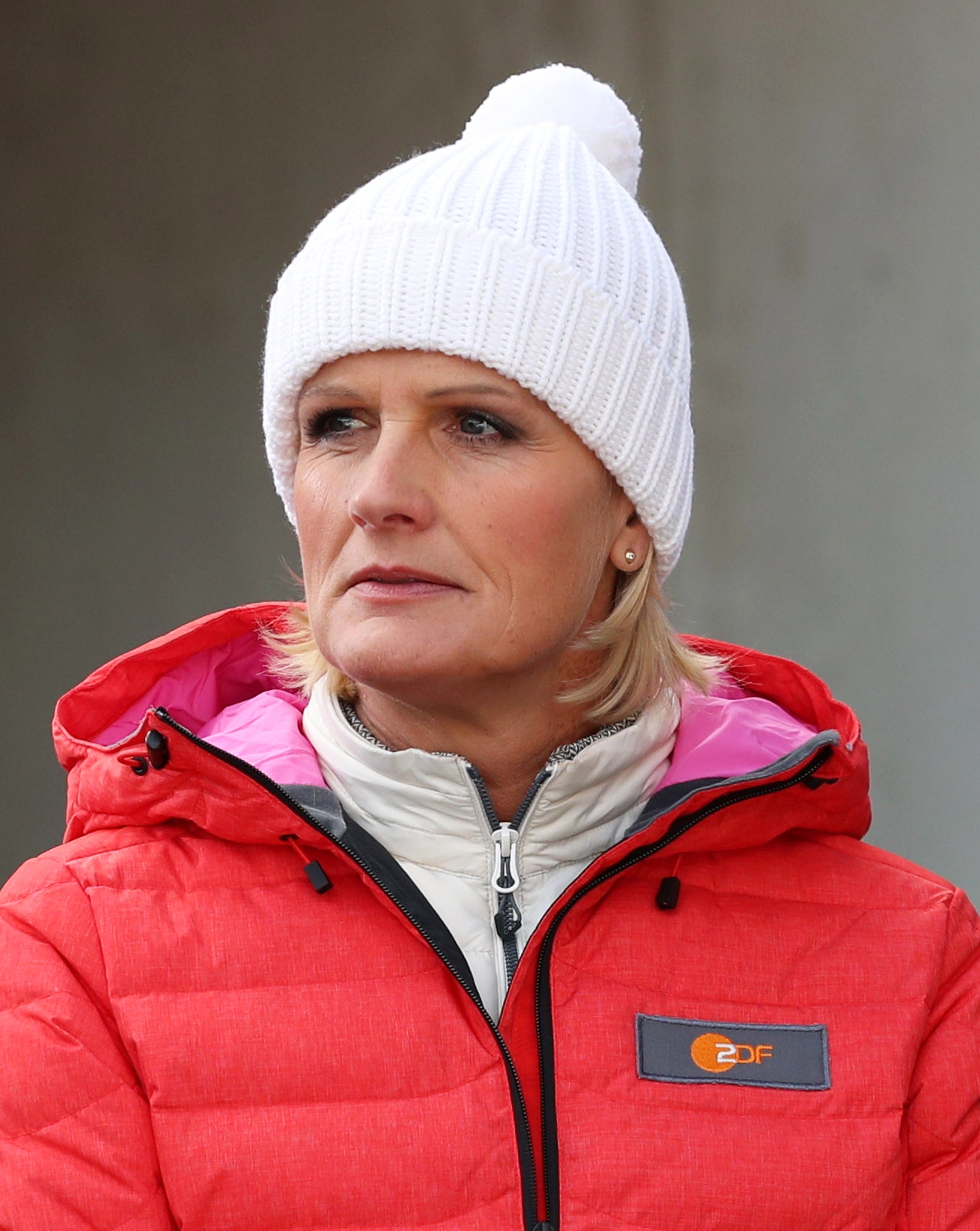
Kristin Otto (2018) als Sportmoderatorin des ZDF

Kristin Otto startete für den SC DHfK Leipzig. Ihr erster internationaler Erfolg war 1981 beim Europacup in London der Sieg über 100 m Rücken. 1982 wurde sie dreifache Weltmeisterin, 1984 gelang ihr ein Weltrekord über 200 m Freistil (1:58,15 Minuten), einen Start bei den Olympischen Spielen 1984 in Los Angeles verhinderte der Boykott der Ostblockländer (einschließlich der DDR). 1986 stellte sie einen Weltrekord über 100 m Freistil (54,73 Sekunden) auf, der erst sechs Jahre später, 1992, von Jenny Thompson verbessert wurde.
Bei den Olympischen Spielen 1988 in Seoul gewann sie sechsmal Gold. Damit ist sie die erfolgreichste deutsche Schwimmerin bei olympischen Wettbewerben und gehört zu den erfolgreichsten deutschen Olympioniken.
In den Jahren 1988 und 1989 wurde Otto in der DDR zur Sportlerin des Jahres, 1988 zu Europas Sportlerin des Jahres gewählt. Im Jahr 1993 wurde sie in die Ruhmeshalle des internationalen Schwimmsports aufgenommen.
Ihre Karriere als aktive Leistungssportlerin beendete Otto nach den Europameisterschaften 1989 in Bonn, wo sie zwei Gold- und eine Bronzemedaille gewann.
Nach ihrem Abitur 1988 absolvierte sie im Folgejahr ein Volontariat beim Sender Leipzig. Daneben durchlief sie ein Fernstudium an der Universität Leipzig und an der Deutschen Hochschule für Körperkultur im Fach Journalismus und Sportjournalismus. 1990 war sie Redakteurin in der Sportredaktion von Sachsenradio Leipzig.
Von 1991 bis 2004 war sie als Co-Kommentatorin im ZDF bei Schwimmwettbewerben im Einsatz. Daraufhin hospitierte sie 1992 in der ZDF-Sportredaktion und ist seitdem als Redakteurin in der ZDF-Hauptredaktion Sport tätig. Als Moderatorin und Reporterin ist Otto vorwiegend im Schwimmsport, Pferdesport und Eisschnelllauf im Einsatz.
Seit 1995 moderiert sie den Sport in den ZDF-heute-Sendungen sowie im ZDF-Mittagsmagazin. Von 1997 bis 2002 präsentierte sie das Magazin Tips und Trends sportiv bei 3sat. Von 1998 bis 2014 moderierte sie die ZDF-Sportreportage.
In den Jahren 2001 bis 2006 präsentierte sie die Wahl Sportler des Jahres. Von 2014 bis 2017 leitete sie die ZDF-Redaktion „Sport täglich“. Ab 2018 war sie stellvertretende Leiterin der Redaktion ZDF-Sportreportage, 2023 übernahm sie die Leitung der Sendung, die mittlerweile Sportstudio-Reportage heißt.

## Doping
In den Jahren 1999 und 2000 wurden ihr ehemaliger Mannschaftsarzt Horst Tausch und ihr Trainer Stefan Hetzer rechtskräftig wegen des von ihnen eingestandenen jahrelangen Dopings von Sportlerinnen und Sportlern verurteilt. Kristin Otto verwahrte sich daraufhin gegen Vorwürfe, wissentlich gedopt gewesen zu sein.
Konkret wird sie ebenso wie die ehemaligen DDR-Spitzenschwimmerinnen Daniela Hunger, Dagmar Hase und Heike Friedrich beschuldigt, vor den Schwimmeuropameisterschaften 1989 in Bonn illegale leistungssteigernde Substanzen genommen zu haben. Bereits 1990 hatte die Illustrierte Stern diverse interne Dokumente und Listen veröffentlicht, die systematisches Doping in der DDR nachweisen sollten, unter anderem bei den Schwimmerinnen und auch bei Otto. Wie Brigitte Berendonk in ihrem Buch Doping-Dokumente 1991 schrieb, bestätigte Claus Clausnitzer, Leiter des Zentralen Dopingkontrolllabors der DDR in Kreischa, noch im selben Jahr öffentlich, dass die vom Stern publizierten Listen echt seien und die Identifikation von Otto korrekt sei. Werner Franke veröffentlichte 1994 in der Berliner Zeitung ein Dokument, das die Ergebnisse einer internen Analyse des Zentralen Dopingkontrolllabors der DDR wiedergeben soll, wenige Tage vor der Abreise zu den Europameisterschaften 1989. Dort lag der Testosteronwert aller vier Schwimmerinnen weit über dem normalen weiblichen Wert. Otto bestreitet bis heute diese Vorwürfe.
Laut einem Bericht des Fernsehmagazins Zapp im Jahr 2007 gab es nach Aussagen von ehemaligen Mannschaftskolleginnen eindeutige Hinweise, dass Otto auch bei ihren sechs Olympia-Goldmedaillen in Seoul gedopt gewesen sei.
Der damalige ZDF-Chefredakteur Nikolaus Brender äußerte sich folgendermaßen dazu: „Frau Otto hat im Jahr 2000 eine Erklärung abgegeben, nie gedopt zu haben. Solange keine Beweise gegen sie auf dem Tisch liegen, solange stehen wir zu ihr“.
2013 erkannte ihr die US-Fachzeitschrift Swimming World die für die Jahre 1984, 1986 und 1988 verliehenen Auszeichnungen als „Weltschwimmerin des Jahres“ wegen des systematischen Dopings im DDR-Schwimmsport ab.
Gleichzeitig wurden auch die übrigen seit 1973 mit dem Titel ausgezeichneten DDR-Schwimmerinnen aus den Bestenlisten gestrichen.

## Sportliche Erfolge

### Olympiasiege 1988
- 50 m Freistil
- 100 m Freistil
- 100 m Schmetterling
- 100 m Rücken
- 4 × 100 m Freistilstaffel (mit Katrin Meißner, Daniela Hunger und Manuela Stellmach)
- 4 × 100 m Lagenstaffel (mit Silke Hörner, Birte Weigang und Katrin Meißner)

### Weltmeisterschaften
- 1982
  - Platz 1 über 100 m Rücken
  - Platz 1 über 4 × 100 m Lagen (mit Ute Geweniger, Ines Geißler und Birgit Meineke)
  - Platz 1 über 4 × 100 m Freistil (mit Birgit Meineke, Susanne Link und Caren Metschuck)

- 1986
  - Platz 2 über 50 m Freistil
  - Platz 1 über 100 m Freistil
  - Platz 2 über 100 m Schmetterling
  - Platz 1 über 200 m Lagen
  - Platz 1 über 4 × 100 m Lagen (mit Kathrin Zimmermann, Sylvia Gerasch und Kornelia Greßler)
  - Platz 1 über 4 × 100 m Freistil (mit Manuela Stellmach, Sabina Schulze und Heike Friedrich)

## Auszeichnungen (Auswahl)
- 1984: Vaterländischer Verdienstorden in Gold
- 1986: Stern der Völkerfreundschaft in Gold
- 1988: Karl-Marx-Orden
- 1988: Weltsportlerin des Jahres (La Gazzetta dello Sport)

## Veröffentlichungen
- Kristin Otto, Heinz Florian Oertel: Sydney 2000. Unser Olympiabuch. Redaktion: Volker Kluge. Verlag Das Neue Berlin, Berlin 2000, ISBN 3-360-00930-4.
- Kristin Otto, Heinz Florian Oertel: Athen 2004. Unser Olympiabuch. Redaktion: Volker Kluge. Verlag Das Neue Berlin, Berlin 2004, ISBN 3-360-01238-0.
- Kristin Otto, Heinz Florian Oertel: Turin 2006. Unser Olympiabuch. Redaktion: Volker Kluge. Verlag Das Neue Berlin, Berlin 2006, ISBN 3-360-01274-7.